# Vlhovec hnědohlavý
Vlhovec hnědohlavý (Molothrus ater) je malý druh pěvce z čeledi vlhovcovitých (Icteridae). Vyskytuje se v otevřených lesích a v blízkosti lidských obydlí v mírných a subtropických částech Severní Ameriky. Jižní populace jsou stálé, severní však na zimu migrují na jih Spojených států a do Mexika, odkud se zpět na hnízdiště navrací během března až dubna.
Dorůstá průměrně 19,5 cm, samci jsou celí leskle černí s hnědou hlavou, samice jsou hnědošedé se světlejší spodinou těla. Živí se převážně semeny a hmyzem. Vlhovec hnědohlavý náleží mezi hnízdní parazity; samice klade vejce nejčastěji do hnízd malých pěvců, ale je zdokumentováno více než 220 různých hostitelských druhů, mezi které patří např. i kolibříci nebo dravci. Úspěšné vyvedení mláďat však bylo zaznamenáno pouze u 140 z nich.